# واگنر (پنسیلوانیا)
واگنر (به انگلیسی: Wagner) یک منطقهٔ مسکونی در ایالات متحده آمریکا است که در شهرستان میفلن، پنسیلوانیا واقع شده‌است. واگنر ۱۲۸ نفر جمعیت دارد.